# Římskokatolická farnost Bitozeves
Římskokatolická farnost Bitozeves (lat. Wittossessium) je církevní správní jednotka sdružující římské katolíky na území obce Bitozeves a v jejím okolí. Organizačně spadá do lounského vikariátu, který je jedním z 10 vikariátů litoměřické diecéze. Centrem farnosti je kostel sv. Michaela archanděla v Bitozevsi.

## Historie farnosti
Již před rokem 1360 byla v místě plebánie. Matriky jsou vedeny od roku 1669.

### Duchovní správcové vedoucí farnost
Začátek působnosti jmenovaného v duchovní správě farnosti od roku:
- Ludker, † 1361
- 1361   Nemias
- 1405   Nicolaus z Blatna
- 1406   Procopius Crux
- 1681   Joannes Paulus Gendermann
- 1682   Jeremias Král
- 1683   Bartholomaeus Brand
- 1699   Joannes Aloisius Ehrlich
- 1701   Valentinus Hinnerbein
- 1706   Martinus Josephus Neilbram
- 1724   Antonius Josephus Schelste
- 1735   Joannes Jacobus Endler
- 1737   Carolus Josephus Sonntag
- 1754   Valentinus Josephus Hoffner
- 1762   Josephus de Lorantzy
- 1766   Franciscus Zappel
- 1769   Jos. Franc. Bauer
- 1800   Joann. Pilat, † 30.4. 1807
- 1807   Caspar. Traeger, † 15.11. 1808
- 1809   Jos. Watzka, † 21. 1. 1820
- 1820   Adalb. Zahorzansky de Worlik, n. 31. 8. 1769 Prag, o. 23. 2. 1794, † 13. 1. 1827
- 1823   par. vacat, cap. Wenc. Haidler
- 1823   Joann. Zemann, n. 15. 5. 1783 Rostocens, o. 7. 4. 1807, † 29. 7. 1851
- 1852   Jos. Franz, n. 28. 2. 1802 Lotauschin. o. 14. 8. 1826, † 8. 7. 1861
- 1862   Car. Dietrich, n. 1. 7. 1813 Bezděk, o. 3. 8. 1837, † 15. 10 1893
- 1893   par. vacat, admin. int. Wencesl. Jiskra
- 1894   Joann. Kutschera, n. 26. 12. 1831 Lipenec, o. 26. 7. 1858, † 5. 7. 1896
- 1896   Jos. Jireš, n. 13. 2. 1844 Jivina, o. 20. 7. 1869
- 1904   Franc. Voráček, n. 1. 10.1862 Krtel, o. 22. 5. 1887
- 1930   Arnold. Wunsche, n. 27. 3. 1900 Salmdorf, o. 21. 6. 1925
- 1939   par. vacat, adm. Libor Pollak
- 1. 7. 1939 Rudolph. Skuthan, n. 26. 9. 1897 Postelberg, o. 27. 6. 1920, † 12. 9. 1966
- k 1. 7. 1947 František Kolář, admin.exc. z Postoloprt
- 1. 5. 1963 Stanislav Rozkopal
- 1. 8. 1964 František Klapuch
- 1. 7. 1972 Josef  Petrucha
- 1. 8. 1974 Rudolf Prey, admin. exc. z Postoloprt
- 1. 9.  2013 Josef Peňáz, admin. exc. z Postoloprt
- 15. 4. 2015 Radim Vondráček, admin. exc. z Postoloprt[3]

Kromě kněží stojících v čele farnosti, působili ve farnosti v průběhu její historie i jiní kněží. Většinou pracovali jako farní vikáři, kaplani, katecheté, výpomocní duchovní aj.

## Území farnosti
Do farnosti náleží území obce:
- Bitozeves (Witoses,[2] Wittosess[4])[p 2]
- Nehasice (Nehasitz)[p 2]
- Seménkovice (Semenkowitz)[p 2]
- Tatinná (Tatinna,[2] Tattina[4])[p 2]
- Vidovle (Wiedobl,[2] Widobl[4])[p 2]

## Římskokatolické sakrální stavby na území farnosti
| | Fotografie | Stavba                         | Místo     | Bohoslužby                      | Zeměpisné souřadnice             | Status          | Číslo kulturní památky           |
| Kostely | Kostely    | Kostely                        | Kostely   | Kostely                         | Kostely                          | Kostely         | Kostely                          |
| --- | ---------- | ------------------------------ | --------- | ------------------------------- | -------------------------------- | --------------- | -------------------------------- |
| 1. |            | Kostel sv. Michaela archanděla | Bitozeves | bližší informace o bohoslužbách | 50°22′30″ s. š., 13°38′37″ v. d. | farní kostel    | 42425/5-1052 (Pk•MIS•Sez•Obr•WD) |
| 2. |            | Kostel Narození Panny Marie    | Nehasice  | bližší informace o bohoslužbách | 50°23′9″ s. š., 13°35′41″ v. d.  | filiální kostel | 43478/5-1281 (Pk•MIS•Sez•Obr•WD) |
| Některé drobné sakrální stavby a pamětihodnosti lze dohledat zde v databázi Drobné sakrální památky Zaniklé sakrální stavby lze dohledat zde v databázi Poškozené a zničené kostely, kaple a synagogy v České republice |            |                                |           |                                 |                                  |                 |                                  |

Ve farnosti se mohou nacházet i další drobné sakrální stavby, místa římskokatolického kultu a pamětihodnosti, které neobsahuje tato tabulka.

## Příslušnost k farnímu obvodu
Z důvodu efektivity duchovní správy byl vytvořen farní obvod (kolatura) farnosti – děkanství Postoloprty, jehož součástí je i farnost Bitozeves, která je tak spravována excurrendo.